# 현대 타우엔진
현대 타우엔진(Hyundai Tau Engine)은 현대자동차에서 2008년에 개발한 V형 8기통 4.6L, 5.0L급 가솔린 엔진이다. 형식명은 G8B다.

## 개요
현대자동차 최초로 독자 개발한 V형 8기통 가솔린 엔진이다. 2008년에 처음으로 V8 4.6L DOHC MPI 엔진이 제네시스(BH) 미국형에 먼저 장착되었으며, 대한민국에는 2009년에 에쿠스(VI)에도 장착되었다.
2008년부터 2010년까지 3년 연속으로 워즈오토가 선정한 세계 10대 엔진에 선정되었으며, V8 엔진이자 자연흡기로는 유일하게 올라온 셈이다. 4.6L 엔진은 일반 휘발유에 세팅되어 있으나, 5.0L 엔진은 MPI와 GDI 모두 일반 휘발유가 아닌 고급 휘발유에 세팅되어 있다.
GDi 방식을 장착했을 때의 성능이 가장 기대를 받았던 엔진들 중 하나이며, 현대자동차와 기아자동차의 플래그십 엔진으로 자리매김하였다. 특히 기아자동차에서는 모하비와 K9에 각각 4.6리터와 5.0리터 엔진이 달리며 기아자동차 최초의 V8 엔진 SUV/세단으로 기록됐다.
그러나 2021년에 출시한 2세대 기아 K9의 페이스리프트 모델에서 타우 V8 5.0 엔진이 제외됐고, 2022년에 출시하는 4세대 제네시스 G90도 엔진을 람다3 V6 3.5리터 가솔린 트윈터보 엔진으로 일원화하면서 더 이상 사용하지 않게 됐다.

## 장착 차량
- 현대자동차
  - 제네시스(BH) (미국 수출형, 프라다)
  - 제네시스(DH) (미국 수출형)
  - 에쿠스(VI)

- 제네시스
  - EQ900(HI)
  - 제네시스 G90
  - G80(DH) (미국, 수출형)

- 기아자동차
  - K9(KH)
  - 모하비(HM)